# Heteroscada reckii
Heteroscada reckii är en fjärilsart som beskrevs av Jacob Hübner 1816. Heteroscada reckii ingår i släktet Heteroscada och familjen praktfjärilar. Inga underarter finns listade i Catalogue of Life.